# 楼蘭の美女

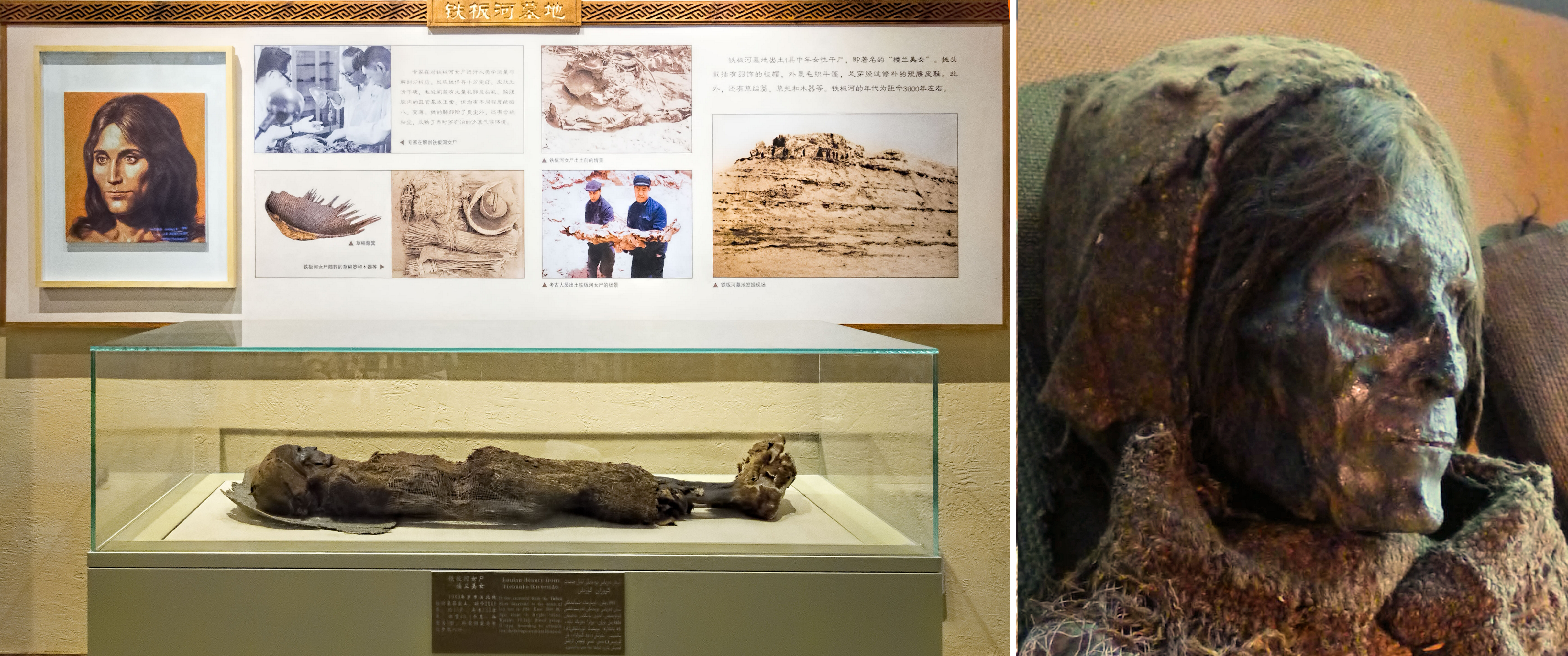
1980年に発掘された「楼蘭の美女」。新疆ウイグル自治区博物館での展示と顔の詳細。

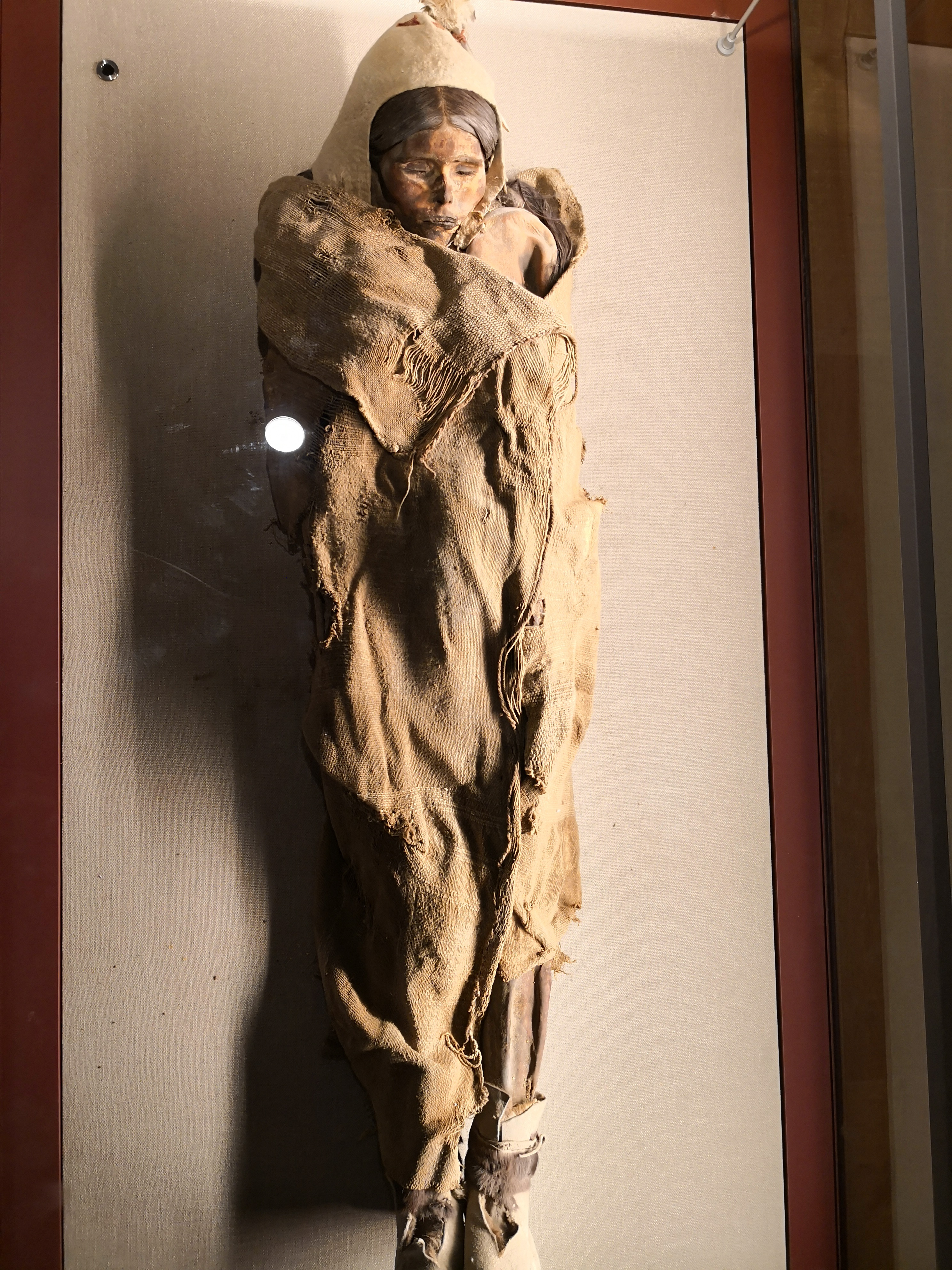
西域で発掘される女性のミイラはよく楼蘭の美女になぞらえ同名で呼ばれ混同されることがある。画像は2004年に発掘された楼蘭の美女の愛称のあるミイラ。元々の1980年発掘の楼蘭の美女とは別のミイラである。

楼蘭の美女（ろうらんのびじょ）は、新疆ウイグル自治区（しんきょうウイグルじちく）の首府ウルムチ市にある新疆ウイグル自治区博物館に展示されている女性のミイラである。

## 概要
このミイラは1980年、タクラマカン砂漠の東にある楼蘭鉄板河遺跡で発掘されたものである。
炭素14測定の結果、紀元前19世紀（約3,800年前）に埋葬されたもので、死亡時の年齢は約40歳、身長155センチメートルと推測されている。
このときの発掘の模様は、1980年4月から放映されていたNHK特集 シルクロード第5回「楼蘭王国を掘る」（1980年8月4日放送）で紹介された。
2004年5月29日には中国遼寧省瀋陽市の中国刑事警察学院刑事人相学の専門家、趙成文によって3年がかりで楼蘭の美女の生前の姿を再現する頭像が製作された。趙成文は「今回復元した容貌は生前のものに90パーセント以上似ているだろう」と語った。